# Alexander Kerlin

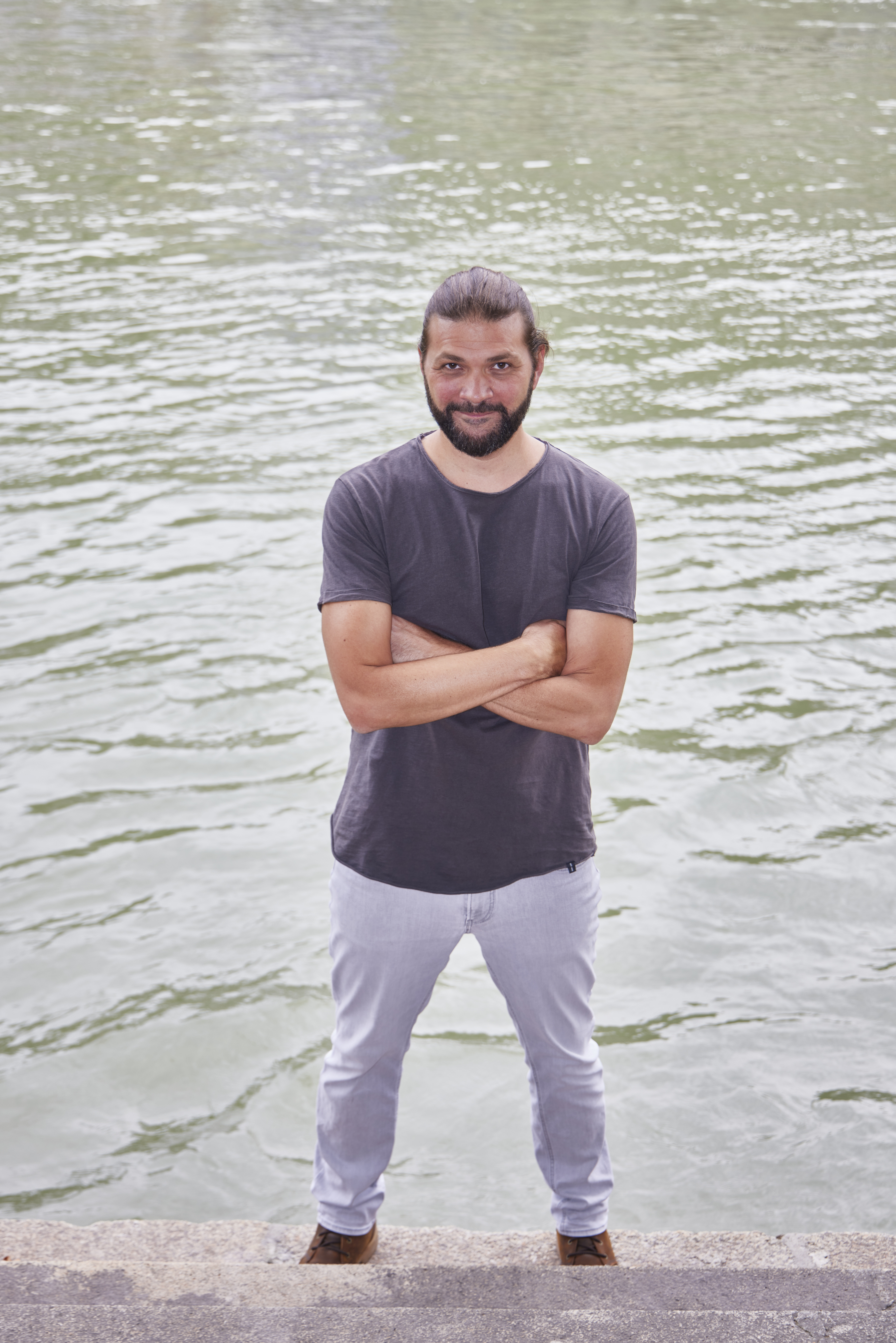
Alexander Kerlin, fotografiert von Marcel Urlaub am Donaukanal in Wien, 2024

Alexander Kerlin (* 1980 in Gifhorn) ist ein deutscher Dramaturg.

## Leben
Nach seinem Zivildienst in Jerusalem studierte Alexander Kerlin Theaterwissenschaft, Wirtschaftswissenschaften und Psychologie an der Friedrich-Alexander-Universität Erlangen-Nürnberg und an der Ruhr-Universität Bochum. 2009 gründete er mit Bochumer Kommilitoninnen die Theatergruppe kainkollektiv, der er bis 2013 angehörte und mit der er mehrere Theaterprojekte, vor allem in der freien Theaterszene Nordrhein-Westfalens, realisierte.
Von 2010 bis 2019 war Kerlin Dramaturg am Schauspiel Dortmund und ist Mitbegründer der Dortmunder Akademie für Theater und Digitalität. 2014 erhielt er den NRW-Förderpreis für junge Künstlerinnen und Künstler. Die Jury schrieb in ihrer Laudatio, dass „seine Arbeit an den Schnittstellen von Theater und bildender Kunst, Computerwelten, Film – überhaupt von Kunst und Realität – noch viele an- und aufregende Ergebnisse bringen“ werde. Kerlin kuratiere Reihen, nehme Impulse der Stadtgesellschaft auf und entwerfe in enger Zusammenarbeit mit Kay Voges neue Theaterformen. Außerdem gründete er gemeinsam mit Christoph Jöde den Dortmunder Sprechchor. Von 2019 bis 2023 war er Dramaturg am Burgtheater Wien. Seit der Spielzeit 2023/24 ist er Leitender Dramaturg am Volkstheater Wien.
Im August 2023 wurde bekanntgegeben, dass Kerlin ab der Spielzeit 2025/26 als Chefdramaturg an das Schauspiel Köln in der Intendanz von Kay Voges wechseln wird.

## Autorschaft
Am 7. September 2024 wurde Kerlins Theaterstück Bullet Time in der Regie von Kay Voges am Volkstheater uraufgeführt. Das Stück ist bei S. Fischer Theater und Medien erschienen und behandelt die wahre Geschichte des Fotografen und Mörders Eadweard Muybridge. Entgegen früherer Formexperimente Kerlins orientiert sich das Stück an klassischer Dramaturgie. Peter Kümmel kommentierte in Die Zeit: "Eine Aufführung, wie man sie im Londoner West End vermuten könnte, macht in Österreich Furore." Bullet Time sei ein Stück, das "im Geiste der angelsächsischen Theatertradition zugleich unterhalten und Wissen liefern will." In der Liste der 100 legendärsten Theaterabende im 21. Jahrhundert im deutschsprachigen Raum, die 2025 von 37 Kritikern erstellt wurde, waren mit Die Borderline Prozession und Das Internat zwei Inszenierungen vertreten, zu denen Kerlin die Texte beitrug.  
Alexander Kerlin lebt mit seiner Familie in Wien.

## Auszeichnungen
- 2014: NRW-Förderpreis für junge Künstlerinnen und Künstler
- 2014: Heidelberger Stückemarkt mit Das Goldene Zeitalter –100 Wege dem Schicksal die Show zu stehlen von Alexander Kerlin und Kay Voges (Regie: Kay Voges, Schauspiel Dortmund)[10]
- 2017: Berliner Theatertreffen mit Die Borderline Prozession von Dirk Baumann, Alexander Kerlin und Kay Voges (Regie: Kay Voges, Schauspiel Dortmund)[11]
- 2019: Berliner Theatertreffen mit Das Internat von Alexander Kerlin und Matthias Seier (Regie: Ersan Mondtag, Schauspiel Dortmund)[12]
- 2023: Berliner Theatertreffen mit Die Eingeborenen von Maria Blut von Maria Lazar, Theaterfassung Lucia Bihler und Alexander Kerlin (Regie: Lucia Bihler, Wiener Akademietheater)[13]

## Arbeiten (Auswahl)
- 2013: Das Goldene Zeitalter von Alexander Kerlin und Kay Voges (Regie: Kay Voges, Schauspiel Dortmund)
- 2014: Republik der Wölfe von Claudia Bauer und The Ministry of Wolves nach den Gebrüdern Grimm und Anne Sexton (Regie: Claudia Bauer, Schauspiel Dortmund)
- 2015: Elektra von Alexander Kerlin nach Euripides (Regie: Paolo Magelli, Schauspiel Dortmund)[14]
- 2016: Die Borderline Prozession von Dirk Baumann, Alexander Kerlin und Kay Voges (Regie: Kay Voges, Schauspiel Dortmund, Megastore)
- 2018: hell / Ein Augenblick von Kay Voges und Ensemble (Regie: Kay Voges, Schauspiel Dortmund, Megastore)
- 2018: Das Internat von Alexander Kerlin und Matthias Seier (Regie: Ersan Mondtag, Schauspiel Dortmund)
- 2019: Im Irrgarten des Wissens von Thorleifur Örn Arnasson und Ensemble (Regie: Thorleifur Örn Arnasson, Schauspiel Dortmund)[15]
- 2019: Die Parallelwelt von Alexander Kerlin, Eva-Verena Müller und Kay Voges (Regie: Kay Voges, Berliner Ensemble und Schauspiel Dortmund)[16]
- 2019: Vögel von Wajdi Mouawad (Regie: Itay Tiran, Wiener Akademietheater)
- 2019: Dies Irae von Alexander Kerlin, Kay Voges und Paul Wallfisch (Regie: Kay Voges, Burgtheater Wien)
- 2020: This is Venice nach William Shakespeares Othello und Der Kaufmann von Venedig (Regie: Sebastian Nübling, Burgtheater Wien)
- 2020: Die Jagdgesellschaft von Thomas Bernhard (Regie: Lucia Bihler, Wiener Akademietheater)
- 2021: Die Jungfrau von Orleans von Friedrich Schiller (Regie: Martin Kušej, Burgtheater Wien und Salzburger Festspiele)
- 2021: Geschlossene Gesellschaft von Jean-Paul Sartre (Regie: Martin Kušej, Burgtheater Wien)
- 2022: Cyrano de Bergerac von Martin Crimp nach Edmund Rostand (Regie: Lily Sykes, Burgtheater Wien)
- 2022: Die Troerinnen von Jane M. Griffiths nach Euripides und Seneca (Regie: Adena Jacobs, Burgtheater Wien)
- 2022: Engel in Amerika von Tony Kushner (Regie: Daniel Kramer, Wiener Akademietheater)
- 2023: Die Eingeborenen von Maria Blut von Maria Lazar (Regie: Lucia Bihler, Wiener Akademietheater)
- 2023: Katharsis von Dead Centre (Regie: Ben Kidd und Bush Moukarzel, Wiener Akademietheater)
- 2023: Du musst dich Entscheiden! Von Johan Frederik Hartle, Kay Voges und Ensemble (Regie: Kay Voges, Volkstheater Wien)
- 2023: Die Inkommensurablen von Raphaela Edelbauer (Regie: sputnic / Nils Voges, Volkstheater Wien)
- 2024: Bullet Time – Die Geburt des Kinos aus dem Geiste eines Mörders von Alexander Kerlin, über Eadweard Muybridge (Regie: Kay Voges, Volkstheater Wien)[17][18]